# العلاقات المالطية الموريتانية
العلاقات المالطية الموريتانية هي العلاقات الثنائية التي تجمع بين مالطا وموريتانيا.

## مقارنة بين البلدين
هذه مقارنة عامة ومرجعية للدولتين:
| وجه المقارنة                                              | مالطا                                                     | موريتانيا                 |
| --------------------------------------------------------- | --------------------------------------------------------- | ------------------------- |
| المساحة (كم2)                                             | 316                                                       | 1.03 مليون                |
| عدد السكان (نسمة)                                         | 465.29 ألف                                                | 4.42 مليون                |
| الكثافة السكانية (ن./كم²)                                 | 147.24 ألف                                                | 4.29                      |
| العاصمة                                                   | فاليتا                                                    | نواكشوط                   |
| اللغة الرسمية                                             | اللغة المالطية، لغة إنجليزية                              | اللغة العربية، لغة فرنسية |
| العملة                                                    | يورو، ليرة مالطية                                         | أوقية موريتانية، أوقية ‏   |
| الناتج المحلي الإجمالي (بليون دولار)                      | 12.54 مليار                                               | 5.02 مليار                |
| الناتج المحلي الإجمالي (تعادل القوة الشرائية) بليون دولار | 14.68 مليار                                               |                           |
| الناتج المحلي الإجمالي الاسمي للفرد دولار أمريكي          | 22.60 ألف                                                 |                           |
| الناتج المحلي الإجمالي للفرد دولار أمريكي                 |                                                           | 3.91 ألف                  |
| مؤشر التنمية البشرية                                      | 0.839                                                     | 0.506                     |
| رمز المكالمات الدولي                                      | +356                                                      | +222                      |
| رمز الإنترنت                                              | .mt                                                       | .mr                       |
| المنطقة الزمنية                                           | توقيت وسط أوروبا، ت ع م+01:00، ت ع م+02:00، أوروبا/مالطا ‏ | 00                        |

## منظمات دولية مشتركة
يشترك البلدان في عضوية مجموعة من المنظمات الدولية، منها:
| علم المنظمة | اسم المنظمة                               | تاريخ انضمام مالطا | تاريخ انضمام موريتانيا |
| ----------- | ----------------------------------------- | ------------------ | ---------------------- |
|             | البنك الدولي للإنشاء والتعمير             | 26 سبتمبر 1983     | 10 سبتمبر 1963         |
|             | منظمة التجارة العالمية                    | ?                  | 31 مايو 1995           |
|             | المركز الدولي لتسوية المنازعات الاستشارية | 3 ديسمبر 2003      | 14 أكتوبر 1966         |
|             | منظمة حظر الأسلحة الكيميائية              | ?                  | ?                      |
|             | الأمم المتحدة                             | 1 ديسمبر 1964      | 27 أكتوبر 1961         |
|             | منظمة الشرطة الجنائية الدولية             | ?                  | ?                      |
|             | وكالة ضمان الاستثمار متعدد الأطراف        | 12 سبتمبر 1990     | 8 سبتمبر 1992          |
|             | يونسكو                                    | 10 فبراير 1965     | 10 يناير 1962          |
|             | مؤسسة التمويل الدولية                     | 1 يونيو 2005       | 29 ديسمبر 1967         |
|             | الاتحاد البريدي العالمي                   | ?                  | ?                      |
|             | الاتحاد الدولي للاتصالات                  | 1965               | 18 أبريل 1962          |

## وصلات خارجية
- موقع وزارة الخارجية المالطية